# BOSZI Akadémia
A BOSZI Akadémia (eredeti cím: WITS Academy) 2015-ben futott amerikai telenovella sorozat, melynek alkotói Mariela Romero és Catharina Ledeboer. Arturo Mantuitt rendezte. A főbb szerepekben Daniela Nieves, Julia Antonelli, Jailen Bates, Kennedy Lea Slocum és Meg Crosbie látható.
Premierje 2015. október 5-én volt Amerikában a Nickelodeonon. Magyarországon is a Nickelodeon mutatta be 2017. október 30-án.
2015. december 17-én Todd Allen Durkin bejelentette, hogy otthagyta a sorozatot. 2016. március 24-én Daniela Nieves  kijelentette, hogy a sorozatot 1 évad után elkaszálták.

## Cselekmény
A sorozat a 14 éves Emma Alonso legjobb barátnőjéről szól Andi Cruz-ról . Élete Andinak teljesen megváltozik amikor a Boszi Akadémián vesz részt egy őrangyal képzésen. Ez a képzés nem akármilyen, kihívásokat kell teljesíteni boszijaival Jessie Novoával és Ben Davissal viszont, amikor egy új testnevelés tanár érkezik Foiler edző akkor teljesen megváltoznak a dolgok mert kiderül, hogy Foiler edző egy őrangyal.

## Szereplők

### Főszereplők
| Szereplő        | Színész            | Magyar hang         |
| --------------- | ------------------ | ------------------- |
| Andi Cruz       | Daniela Nieves     | Laudon Andrea       |
| Jessie Novoa    | Julia Antonelli    | Gyarmati Laura      |
| Ben Davis       | Jailen Bates       | Szirtes Marcell     |
| Ruby Webber     | Kennedy Lea Slocum | Pekár Adrienn       |
| Emily Prescott  | Meg Crosbie        | Károlyi Lilla Márta |
| Ethan Prescott  | Timothy Colombos   | Straub Martin       |
| Luke Archer     | Ryan Cargill       | Bogdán Gergő        |
| Gracie Walker   | Lidya Jewett       | Kobela Kíra         |
| Sean De Soto    | Andrew Ortega      | Berecz Kristóf Uwe  |
| Cameron Masters | Tyler Perez        | Czető Roland        |
| Kim Sanders     | Jazzy Williams     | Lamboni Anna        |
| Agamemnon       | Todd Allen Durkin  | Hajdu Steve         |

### Visszatérő szereplők
| Szereplő        | Színész            | Magyar hang        |
| --------------- | ------------------ | ------------------ |
| Harris          | Peter Dager        |                    |
| Emma            | Paola Andino       | Vági Viktória      |
| Sienna          | Erin Whitaker      | Vida Sára          |
| Amelia Foiler   | Andrea Canny       |                    |
| Leopald Archer  | Michael St. Pierre | Varga Rókus        |
| Vittoria        | Natalie Blackman   | Csifó Dorina       |
| Tom             |                    | Moser Károly       |
| Agamemnon anyja |                    | Csonka Anikó       |
| Corby           |                    | Orosz Gergely      |
| Leo             | Michael ST. Pierre | Varga Rókus        |
| Foiler          |                    | Sági Tímea         |
| Ms. Jaycee      |                    | Menszátor Magdolna |
| Desdemona       | Mia Matthews       |                    |
| Samantha        | Bianca Matthews    | Kardos Eszter      |
| Tanár           |                    | Molnár Kristóf     |
| Büféslány       |                    | Hermann Lilla      |

## Magyar változat[9]
- Magyar szöveg: Moduna Zsuzsa
- Hangmérnök: Császár Bíró Szabolcs
- Vágók: Kránitz Bence, Csabai Dániel
- Gyártásvezető: Németh Piroska
- Szinkronrendező: Faragó József
- Produkciós vezető: Koleszár Emőke

## Bemutató más országokban
| Ország                    | Csatorna                               | Premier             | Finálé               | Cím                                       |
| ------------------------- | -------------------------------------- | ------------------- | -------------------- | ----------------------------------------- |
| Amerikai Egyesült Államok | Nickelodeon USA                        | 2015. október 5.    | 2015. október 30.    | WITS Academy                              |
| Egyesült Királyság        | Nickelodeon UK                         | 2016. január 5.     | 2016. február 17.    | WITS Academy                              |
| Mexikó                    | Nickelodeon Mexico                     | 2016. február 15.   | 2016. március 10.    | WITS Academy                              |
| Kolumbia                  | Nickelodeon Colombia                   | 2016. február 15.   | 2016. március 10.    | WITS Academy                              |
| Venezuela                 | Nickelodeon Venezuela                  | 2016. február 15.   | 2016. március 10.    | WITS Academy                              |
| Argentína                 | Nickelodeon Argentina                  | 2016. február 15.   | 2016. március 10.    | WITS Academy                              |
| Brazília                  | Nickelodeon Brasil                     | 2016. február 15.   | 2016. március 10.    | WITS Academy                              |
| Ausztrália                | Nickelodeon Australia and New Zealand  | 2016. február 15.   | 2016. március 10.    | WITS Academy                              |
| Új-Zéland                 | Nickelodeon Australia and New Zealand  | 2016. február 15.   | 2016. március 10.    | WITS Academy                              |
| Németország               | Nickelodeon Germany                    | 2016. február 29.   | 2016. március 25.    | Magie Akademie                            |
| Ausztria                  | Nickelodeon Austria                    | 2016. február 29.   | 2016. március 25.    | Magie Akademie                            |
| Svájc                     | Nickelodeon Switzerland                | 2016. február 29.   | 2016. március 25.    | Magie Akademie                            |
| Lengyelország             | Nickelodeon Poland                     | 2016. február 29.   | 2016. március 25.    | SZKOŁA CZAROWNIC                          |
| Hollandia                 | Nickelodeon Netherlands                | 2016. február 29.   | 2016. március 25.    | WITS Academie                             |
| Belgium                   | Nickelodeon Belgium                    | 2016. február 29.   | 2016. március 25.    | WITS Academie                             |
| Norvégia                  | Nickelodeon Norway                     | 2016. február 29.   | 2016. március 25.    | WITS Academy                              |
| Svédország                | Nickelodeon Sweden                     | 2016. február 29.   | 2016. március 25.    | WITS Academy                              |
| Dánia                     | Nickelodeon Denmark                    | 2016. február 29.   | 2016. március 25.    | WITS Academy                              |
| Oroszország               | Nickelodeon Russia                     | 2016. március 7.    | 2016. április 1.     | Академия Уитс                             |
| Görögország               | Nickelodeon Greece                     | 2016. március 21.   | 2016. április 15.    | εκκολαπτόμενους μάγους                    |
| Olaszország               | TeenNick                               | 2017. március 6.    | 2017. március 31.    | Scuola di magia                           |
| Vietnám                   | Nick & You                             | 2017. szeptember 9. | 2017. szeptember 28. | Học viện phù thủy                         |
| Magyarország              | Nickelodeon Magyarország és Csehország | 2017. október 30.   | 2017. november 24.   | BOSZI Akadémia                            |
| Románia                   | Nickelodeon Romania                    | 2017. október 30.   | 2017. november 24.   | Vrăjitoarelor şi Vrăjitorilor în Devenire |
| Ukrajna                   | Nickelodeon Ukraine                    | 2017. október 30.   | 2017. november 24.   | Академія УИТС                             |
| Csehország                | Nickelodeon Csehország és Magyarország | 2017. október 30.   | 2017. november 24.   | Akademie kouzel                           |
| Málta                     | Nickelodeon Malta                      | 2017. október 30.   | 2017. november 24.   |                                           |
| Horvátország              | Nickelodeon Croatia                    | 2017. október 30.   | 2017. november 24.   | Akademia Za Vještice                      |
| Szlovénia                 | Nickelodeon Slovenia                   | 2017. október 30.   | 2017. november 24.   | Čar Akademija                             |
| Bulgária                  | Nickelodeon Bulgaria                   | 2017. október 30.   | 2017. november 24.   | Академия За Магьосници                    |
| Szerbia                   | Nickelodeon Serbia                     | 2017. október 30.   | 2017. november 24.   | Akademija Čarolija                        |

## Epizódok

### 1. évad (2015)
| Sor. | Év. | Cím                                                    | Rendező        | Író                          | Premier                              | Nézettség   | Gyártási szám |
| ---- | --- | ------------------------------------------------------ | -------------- | ---------------------------- | ------------------------------------ | ----------- | ------------- |
| 1.   | 1.  | Az új őrző (The New Guard)                             | Arturo Manuitt | Johnny Hartmann              | 2015. október 5. 2017. október 30.   | 1.22 millió | 101           |
| 2.   | 2.  | Az átkozott (The Jinx)                                 | Arturo Manuitt | Zach Luna                    | 2015. október 6. 2017. október 31.   | 1.37 millió | 102           |
| 3.   | 3.  | Minden gonosz gyökere (The Root of All Evil)           | Arturo Manuitt | Johnny Hartmann              | 2015. október 7. 2017. november 1.   | 1.32 millió | 103           |
| 4.   | 4.  | Bújj el és menj Hex (Hide and Go Hex)                  | Arturo Manuitt | Zach Luna                    | 2015. október 8. 2017. november 2.   | 1.25 millió | 104           |
| 5.   | 5.  | Switcherooed                                           | Arturo Manuitt | Johnny Hartmann              | 2015. október 9. 2017. november 3.   | 1.39 millió | 105           |
| 6.   | 6.  | Áramszünet (Power Trip)                                | Arturo Manuitt | Zach Luna                    | 2015. október 13. 2017. november 6.  | 1.29 millió | 106           |
| 7.   | 7.  | Sparring Partners                                      | Arturo Manuitt | Johnny Hartmann              | 2015. október 14. 2017. november 7.  | 1.29 millió | 107           |
| 8.   | 8.  | Nincs fájdalom, nincs nyereség (No Pain, No Gain)      | Arturo Manuitt | Zach Luna                    | 2015. október 15. 2017. november 8.  | 1.24 millió | 108           |
| 9.   | 9.  | Végső vonal (Finish Line)                              | Arturo Manuitt | Johnny Hartmann              | 2015. október 16. 2017. november 9.  | 1.42 millió | 109           |
| 10.  | 10. | Who's My WIT                                           | Arturo Manuitt | Zach Luna                    | 2015. október 19. 2017. november 10. | 1.09 millió | 110           |
| 11.  | 11. | Boszorkányüldözés (Witch Hunt)                         | Arturo Manuitt | Johnny Hartmann              | 2015. október 20. 2017. november 13. | 1.16 millió | 111           |
| 12.  | 12. | Bizarr Ruby (Bizarro Ruby)                             | Arturo Manuitt | Zach Luna                    | 2015. október 21. 2017. november 14. | 1.21 millió | 112           |
| 13.  | 13. | Az ő sötét titka (Her Darkest Secret)                  | Arturo Manuitt | Johnny Hartmann              | 2015. október 22. 2017. november 15. | 1.32 millió | 113           |
| 14.  | 14. | A haverom Orlandóból (My Buddy from Orlando)           | Arturo Manuitt | Zach Luna                    | 2015. október 23. 2017. november 16. | 1.18 millió | 114           |
| 15.  | 15. | Rozoga Andi (Wonky Andi)                               | Arturo Manuitt | Johnny Hartmann              | 2015. október 26. 2017. november 17. | 1.18 millió | 115           |
| 16.  | 16. | A boszorkány üvege (The Witch's Bottle)                | Arturo Manuitt | Zach Luna                    | 2015. október 27. 2017. november 20. | 1.24 millió | 116           |
| 17.  | 17. | Próbán (On Trial)                                      | Arturo Manuitt | Johnny Hartmann              | 2015. október 28. 2017. november 21. | 1.35 millió | 117           |
| 18.  | 18. | Cameron szabályai (Cameron Rules)                      | Arturo Manuitt | Zach Luna                    | 2015. október 29. 2017. november 22. | 1.25 millió | 118           |
| 19.  | 19. | Kell lennie mágiának 1. rész (It Must Be Magic Part 1) | Arturo Manuitt | Johnny Hartmann és Zach Luna | 2015. október 30. 2017. november 23. | 1.20 millió | 119           |
| 20.  | 20. | Kell lennie mágiának 2. rész (It Must Be Magic Part 2) | Arturo Manuitt | Johnny Hartmann és Zach Luna | 2015. október 30. 2017. november 24. | 1.20 millió | 120           |